# Dédé (football, 1981)
Pour l’article homonyme, voir Dédé.
Adérito Waldemar Alves de Carvalho dit Dédé, né le 4 juillet 1981 à Lobito, est un footballeur international angolais qui évoluait au poste de milieu défensif.